# 볼로가세스 4세
볼로가세스 5세(𐭅𐭋𐭂𐭔)는 147년부터 191년까지 재위한 파르티아 제국의 샤한샤이다. 그는 미트리다테스 5세 (재위: 129년-140년). 볼로가세스는 카라케네 왕국에 대한 파르티아의 지배권을 다시 확보하는 데 재위 초반을 보냈다. 161년부터 166년까지, 그는 로마 제국과의 전쟁에 돌입하는데, 아르메니아와 시리아 등을 정복하며 초반엔 성공을 거뒀지만, 결국엔 격퇴당하고 일시적으로 파르티아의 수도인 셀레우키아와 크테시폰을 로마에 상실하고 말았다. 로마군이 166년 셀레우키아에서 발발한 질병으로 막대한 피해를 겪고 철수하게 되었다. 이 전쟁은 얼마 안 되어 종전됐고, 볼로가게스는 로마인들에게 메소포타미아 북부를 상실하였다. 그는 191년에 사망했고 그의 아들 볼로가세스 5세가 그 뒤를 이었다.

## 명칭
볼로가세스는 파르티아어 '왈라가시'(𐭅𐭋𐭂𐭔)의 그리스어 및 라틴어 형태이다. 이 이름은 현대 페르시아어로는 '발라시'(Balāsh) 중세 페르시아어로는 '왈루쿠시'(Wardākhsh, Walākhsh)로도 표현된다. 어원은 확실치 않으나, 페르디난트 유스티는 최초의 형태인 왈라가시가 힘(varāda)'과 잘생긴 (gaš) 등의 단어로 구성되어 있다 주장한다.

## 재위

### 카라케네 정복
볼로가세스 4세는 미트리다테스 5세의 아들로, 미트리다테스는 129년부터 140년까지 왕위를 두고 당시 재위 중이던 볼로가세스 3세 (재위: 110년-147년)와 다퉜다. 볼로가게스 4세는 쿠데타를 일으켜 147년에 볼로가세스 3세에 이어 즉위했으며, 파르티아 제위에 새로운 아르사케스 분가를 설립해냈다. 150/51년에, 그는 카라케네 (메세네)의 아르사케스가 출신의 통치자 메레다테스를 제압시키고, 그의 친척으로 보이는 오라바제스 2세를 새로눈 카라케네의 왕으로 임명하였다. 볼로가세스 4세의 군대는 카라케네 왕가의 수호신인 헤라클레스 석상을 가져와 셀레우키아에 있는 아폴론 신전에 두어, 볼로가게스 4세의 승리에 대한 선전물로 전시되었다. 2개 국어로 된 비문 (그리스어 및 파르티아어)이 이 동상에 새겨졌는데, 볼로가세스 4세의 카라케네 정복을 설명하였다:
"그리스인들이 온 지 462년 (서기 151년)째에 미트리다테스 국왕의 아들인 왕중왕 아르사케스 볼로가게스께서 메세네의 이전 왕 파코루스의 아들인 미트리다테스에 대항하여 메세네로 원정을 이끄셨으며, 미트라다테스가 메세네에서 쫓겨난 뒤에, 모든 메세네인들의 통치자가 되셨으며, 폐하가 직접 메세네에서 가져온 이들의 이 헤라클레스 동상은 청동 문을 지키고 이는 아폴론 신의 성소에 놓이게 됐다."

### 로마와의 전쟁
마르쿠스 아우렐리우스가 161년에 새로운 로마 황제가 되자, 볼로가게스 4세는 갑작스럽게 로마인들에게 전쟁을 선포하였는데, 이는 파르티아 측이 전쟁을 선포한 유일한 로마-파르티아 전쟁이었다. 볼로가세스 4세는 아르메니아를 침공하여 로마의 종속국 왕인 소아이무스를 자기 아들인 파코루스로 대체했다.
동시에, 예상치 못한 파르티아의 시리아 공격은 그곳에 있던 로마군에 패배를 안겨다주었다. 자신감이 차있던 볼로가세스 4세는 162년에 로마 측이 보낸 강화 제의를 거절하였다. 161-166년의 로마-파르티아 전쟁이 파르티아 측에 순조롭게 시작되긴 했지만, 로마군이 최초의 충격과 패배에서 회복한 뒤, 이들은 반격을 가하여, 163년에 소아이무스에게 아르메니아 왕위를 회복시켜주었다. 같은 시기에, 파르티아군은 에데사를 점령하고 허수아비 왕으로 와엘을 세웠다. 공식 왕이던 마누 8세는 로마 제국으로 망명을 가야만 했다. 파르티아군은 164년에 시리아에서 몰아내졌고, 또한 두라에루로포스을 상실하며, 여러 파르티아의 봉신들이 볼로가게스 4세를 배신하게끔 했다. 로마군은 [[에데사 공방전 (165년)|165년에 에데사를 포위했으며] 이 동안에 에데사의 시민들이 파르티아 수비 병력을 학살했고 로마군에 문을 열어주었다. 로마군은 에데사에 입성했고 마누 7세를 오스로에네의 통치자로 복위시켜주었다. 그는 또한 '필로로마이오스'(Philorhomaios, '로마인들의 친구')라는 별칭을 얻었다.
파르티아의 수도 셀레우키아와 크테시폰이 165년 혹은 166년에 로마의 장군 아비디우스 카시우스에게 점령됐다. 거의 같은 시기에, 로마 군단들이 메데아와 아디아베네를 공격했다. 하지만 로마 측은 166년 셀레우키아에서 발생한 역병으로 많은 피해를 보고, 철수할 수밖에 없었다. 얼마 안 되어 전쟁이 종전됐고, 볼로가세스 4세는 메소포타미아 북부를 로마에 넘겨주고 말았다.

### 이후 재위 기간
연대기는 현대 역사가 마이클 소머가 '재앙적인 군사적 실패'라고 칭한, 파르티아의 패전 뒤에 불안이나 반란에 대해서 전하지 않고 있다. 이는 볼로가세스 4세가 정치적 안정을 유지해냈음을 나타낼 것이다. 파르티아의 메소포타미아 북부 대부분 상실은 하트라가 새로운 서부 지역의 국경 지대가 되었음을 의미했다. 하트라는 '말카'(malka, 영주)라는 지위를 행사하던 파르티아의 봉신들이 다스렸다. 그러나, 현재는 더 높아진 전략적 중요성으로 인해, 볼로가세스 4세는 도시를 통치하던 하트라 가문의 직위를 왕에 걸맞게 올려주었고, 또한 일부 제식과 전통 종교 의식을 허용해주었다. 180년에 소아이무스가 죽자, 볼로가세스 4세의 아들이 볼로가세스 2세 (재위: 180년-191년)라는 이름으로 아르메니아의 왕위를 차지했다.
볼로가세스 4세의 치세는 190년 오스로에스 2세의 반란으로 흔들리고 마는데, 오스로에스는 메디아의 엑타바나에서 친히 주화를 발행했하기도 했다. 그럼에도, 볼로가세스 4세의 아들, 볼로가세스 2세가 그의 뒤를 이었고, 볼로가세스 5세라는 이름으로 즉위하며 오스로에스 2세를 빨리 진압한 것처럼 보인다.

## 주화

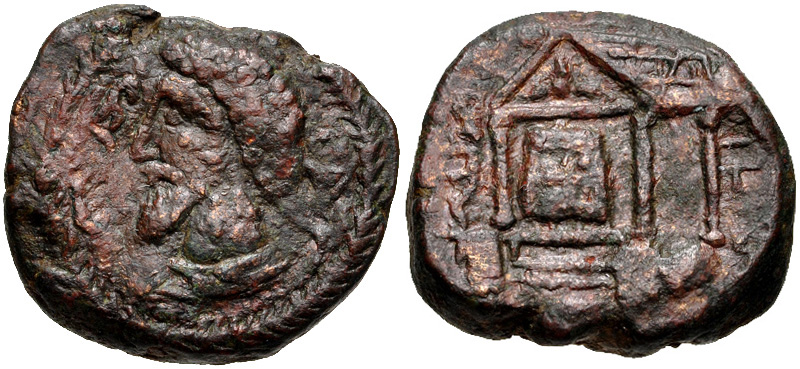
주화 앞면에 볼로가세스 4세가 새겨진, 와엘의 주화

볼로가게스 4세의 테트라드라큼 앞면에는 가쪽에 불이 달려 있는 반구형의 티아라를 쓴 모습으로 표현되어 있다. 그는 또한 귀 양쪽을 덮는 목 덮개를 하고 있다. 드카름 앞면에선, 볼로가세스 4세는 뿔이 없는 티아라를 하고 있다. 볼로가게스 4세는 주화에 티아라만을 하고 있는 최초의 파르티아 군주이기도 하다. 볼로가세스의 청동 주화의 뒷면 일부에는 독수리가 묘사되어 있으며, 이는 왕의 영광을 뜻하는 흐바르나와 관련되어 있다. 에데사/오스로에네의 짧은 기간 재위했던 국왕 와엘의 주화 앞면에, 볼로가게스 4세의 주화가 표현되어 있다.

## 참고 문헌
- Bivar, A.D.H. (1983). 〈The Political History of Iran Under the Arsacids〉.   Yarshater, Ehsan. 《The Cambridge History of Iran, Volume 3(1): The Seleucid, Parthian and Sasanian Periods》. Cambridge: Cambridge University Press. 21–99쪽. ISBN 0-521-20092-X.
- Chaumont, M. L.; Schippmann, K. (1988). 〈Balāš〉. 《Encyclopaedia Iranica, Vol. III, Fasc. 6》. 574–580쪽.
- Curtis, Vesta Sarkhosh (2012). 〈Parthian coins: Kingship and Divine Glory〉. 《The Parthian Empire and its Religions》. 67–83쪽. ISBN 9783940598134.
- Dąbrowa, Edward (2010). “The Arsacids and their State”. 《Altertum und Gegenwart》 XI: 21–52.
- Dąbrowa, Edward (2012). 〈The Arsacid Empire〉.   Daryaee, Touraj. 《The Oxford Handbook of Iranian History》. Oxford University Press. 1–432쪽. ISBN 978-0-19-987575-7. 2019년 1월 1일에 원본 문서에서 보존된 문서. 2019년 1월 13일에 확인함.
- de Jong, Albert (2013). 〈Hatra and the Parthian Commonwealth〉.   Dirven, Lucinda. 《Hatra: Politics, Culture and Religion Between Parthia and Rome》. Franz Steiner Verlag. 143–161쪽. ISBN 978-3515104128.
- Drijvers, H. J. W. (1980). 《Cults and Beliefs at Edessa》. Brill. ISBN 978-9004060500.
- Gregoratti, Leonardo (2013a). “Epigraphy of Later Parthia”. 《Voprosy Epigrafiki: Sbornik statei》: 276–284. 2020년 7월 13일에 원본 문서에서 보존된 문서. 2022년 11월 5일에 확인함.
- Gregoratti, Leonardo (2013b). 〈Hatra: on the West of the East〉.   Dirven, Lucinda. 《Hatra: Politics, Culture and Religion Between Parthia and Rome》. Franz Steiner Verlag. 45–57쪽. ISBN 978-3515104128.
- Gregoratti, Leonardo (2017). 〈The Arsacid Empire〉.   Daryaee, Touraj. 《King of the Seven Climes: A History of the Ancient Iranian World (3000 BCE - 651 CE)》. UCI Jordan Center for Persian Studies. 1–236쪽. ISBN 9780692864401. 2021년 12월 6일에 원본 문서에서 보존된 문서. 2022년 11월 5일에 확인함.
- Kia, Mehrdad (2016). 《The Persian Empire: A Historical Encyclopedia》. ABC-CLIO. ISBN 978-1610693912. (2 volumes)
- Olbrycht, Marek Jan (1997). “Parthian King's tiara - Numismatic evidence and some aspects of Arsacid political ideology”. 《Notae Numismaticae》 2: 27–61.
- Russell, James R. (1987). 《Zoroastrianism in Armenia》. Harvard University Press. ISBN 978-0674968509.
- Sartre, Maurice (2005).  Porter, Catherine; Rawlings, Elizabeth, 편집. 《The Middle East Under Rome》. Harvard University Press. ISBN 978-0674016835.
- Segal, J.B. (1982). 〈ABGAR〉. 《Encyclopaedia Iranica, Vol. I, Fasc. 2》. 210–213쪽.
- Sellwood, David (1983). 〈Parthian Coins〉.   Yarshater, Ehsan. 《The Cambridge History of Iran, Volume 3(1): The Seleucid, Parthian and Sasanian Periods》. Cambridge: Cambridge University Press. 279–298쪽. ISBN 0-521-20092-X.
- Sommer, Michael (2013). 〈In the twilight. Hatra between Rome and Iran〉.   Dirven, Lucinda. 《Hatra: Politics, Culture and Religion Between Parthia and Rome》. Franz Steiner Verlag. 33–45쪽. ISBN 978-3515104128.
- Toumanoff, C. (1986). 〈Arsacids vii. The Arsacid dynasty of Armenia〉. 《Encyclopaedia Iranica, Vol. II, Fasc. 5》. 543–546쪽.

## 추가 참고 문헌
- Hansman, John (1991). 〈Characene and Charax〉. 《Encyclopaedia Iranica, Vol. V, Fasc. 4》. 363–365쪽.

| 볼로가세스 4세 아르사케스 왕조 사망: 191년 |                                    |                                                           |
| 이전 볼로가세스 3세                        | 파르티아 제국의 샤한샤 147년-191년 | 이후 오스로에스 2세 (왕위 주장자) 볼로가세스 5세 (후임자) |